# Draft
Draft é um sistema de distribuição de jogadores em times de uma liga esportiva profissional. O draft é comum principalmente em países como Estados Unidos, Canadá, Austrália e Japão.

## História
O draft foi inventado por Bert Bell, comissionário da NFL em 1935 como uma medida de manter os times na liga, já que alguns se mostravam insatisfeitos pela dominação de alguns poucos times na liga. O draft foi adotado pela NBA em 1947, pela NHL em 1963, pela MLB em 1965 e pela MLS em 1996.

## Processo
O processo de draft geralmente se dá antes do início da temporada quando existem jogadores que estão inscritos na liga, mas não estão inscritos em nenhum time, cada time alternadamente escolhe um jogador que deseja contratar, geralmente os times com o pior desempenho na última temporada tem prioridade de escolher primeiro seus jogadores.

## Vantagens
A vantagem do draft é que ele evita que vários times entrem em guerra por um único jogador através de ofertas diferentes de salários (as chamadas bidding wars). Essa guerra pela contratação acaba fazendo com que os clubes gastem um valor muito alto com o salário dos jogadores. Outra vantagem é que serve para garantir a competitividade da liga, evitando que ela seja dominada apenas por alguns poucos times.

## Desvantagens
Apesar dos benefícios, o sistema de draft acaba impossibilitando os times de terem categorias de base, já que o time formador não tem os direitos exclusivos dos atletas. Por causa disso, a principal fonte de novos atletas acabam sendo as escolas e universidades, ou times de ligas menores semiprofissionais.

## NaNFL

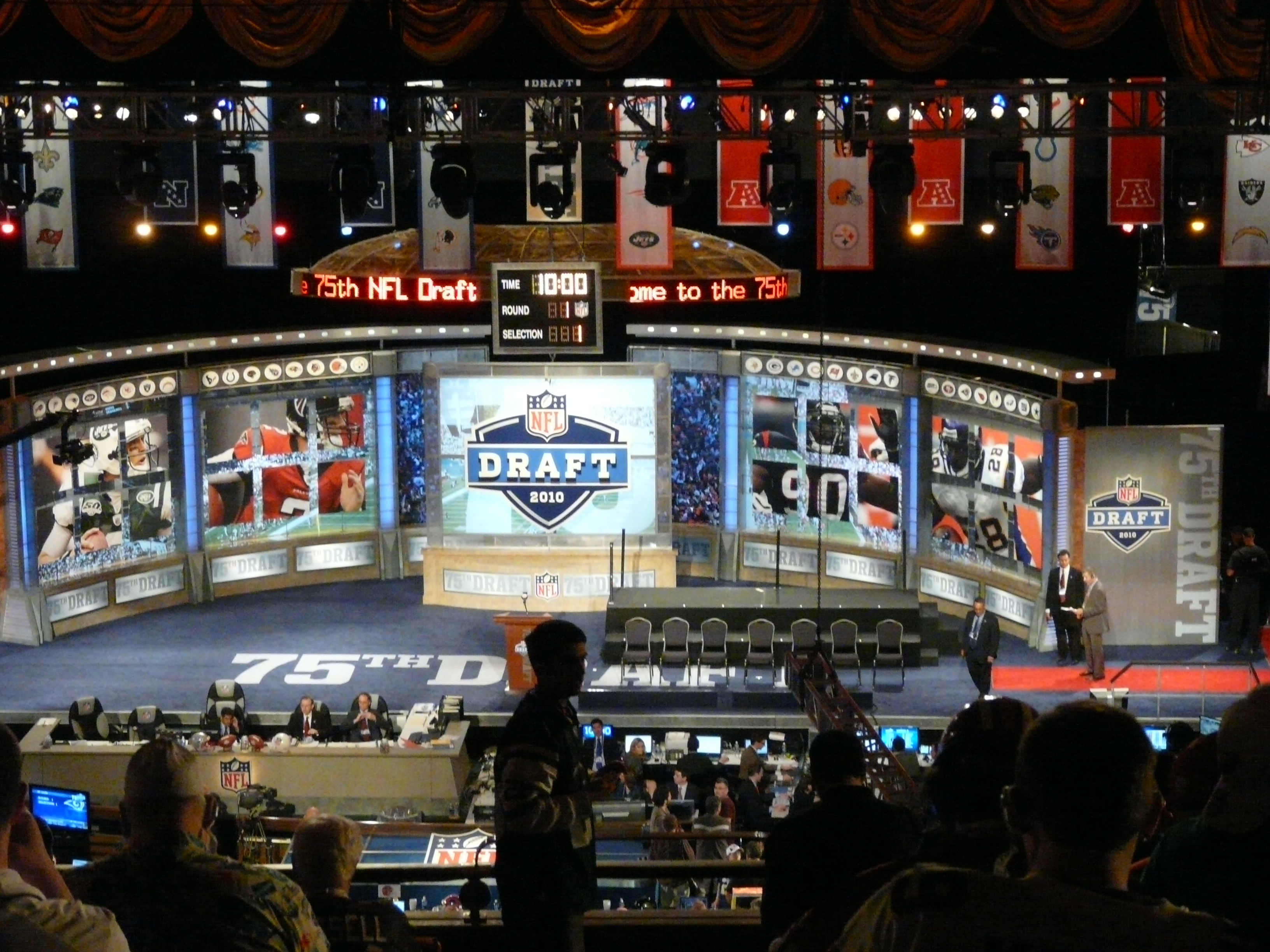
Draft da NFL.

O draft da NFL é realizado anualmente em abril no New York's Radio City Music Hall e é transmitido ao vivo para todo o país.
Para um jogador entrar no draft é necessário que ele tenha concluído o ensino médio (high school) há pelo menos 3 anos atrás, por esse motivo quase todos os jogadores são escolhidos da NCAA, a ordem do draft é determinada através da ordem reversa dos times na temporada passada, existem 7 rodadas de draft onde cada time tem 7 escolhas, contudo é comum a troca de escolhas entre os times o que acaba fazendo com que alguns times contenham mais ou menos escolhas.

## NaNBA
O draft na NBA é realizado no verão americano e consiste apenas em 2 rodadas. Ao invés da ordem de escolha ser a ordem reversa da classificação dos times na temporada anterior na NBA a ordem é definida através de um sorteio (draft lottery), sendo que os piores times da temporada passada tem mais chances de serem sorteados primeiros (exceto os que disputaram os playoffs)
A loteria da NBA onde os melhores jogadores que vão ter o seu primeiro ano na liga são sorteados tendo maior chances de serem sorteados aqueles times de pior campanha da temporada passada.
Os 30 jogadores escolhidos na 1ª rodada ganham contrato de 2 anos na NBA. A partir de 2006 foi definido que os jogadores só poderiam ser escolhidos após 1 ano de término do ensino superior (college) como uma medida para encorajar a contratação de jogadores universitários.

## NaNHL
O draft da NHL é realizado no verão dos Estados Unidos, ao contrário das outras ligas é realizado em uma cidade diferente a cada ano.O sistema consiste em 7 rodadas e é semelhante ao sorteio da NBA, qualquer jogador norte-americano ou estrangeiro pode ser contratado.

## NaMLB
A MLB possui 2 drafts por temporada. Em junho são escolhidos apenas jogadores dos Estados Unidos e Canadá vindos de high schools ou universidades, o draft pode durar até 50 rodadas. Em dezembro são draftados os jogadores das minor leagues (ligas menores profissionais, ou semi-profissionais).

## NaMLS
O draft da MLS é realizado no mês de janeiro em diferentes cidades a cada ano, similar a NHL. Similar a NFL, a ordem do draft é determinada através da ordem reversa dos times na temporada passada, e cada escolha tem apenas 2 rodadas (similar a NBA), onde cada time tem duas escolhas.